# Johann Georg Wirsung

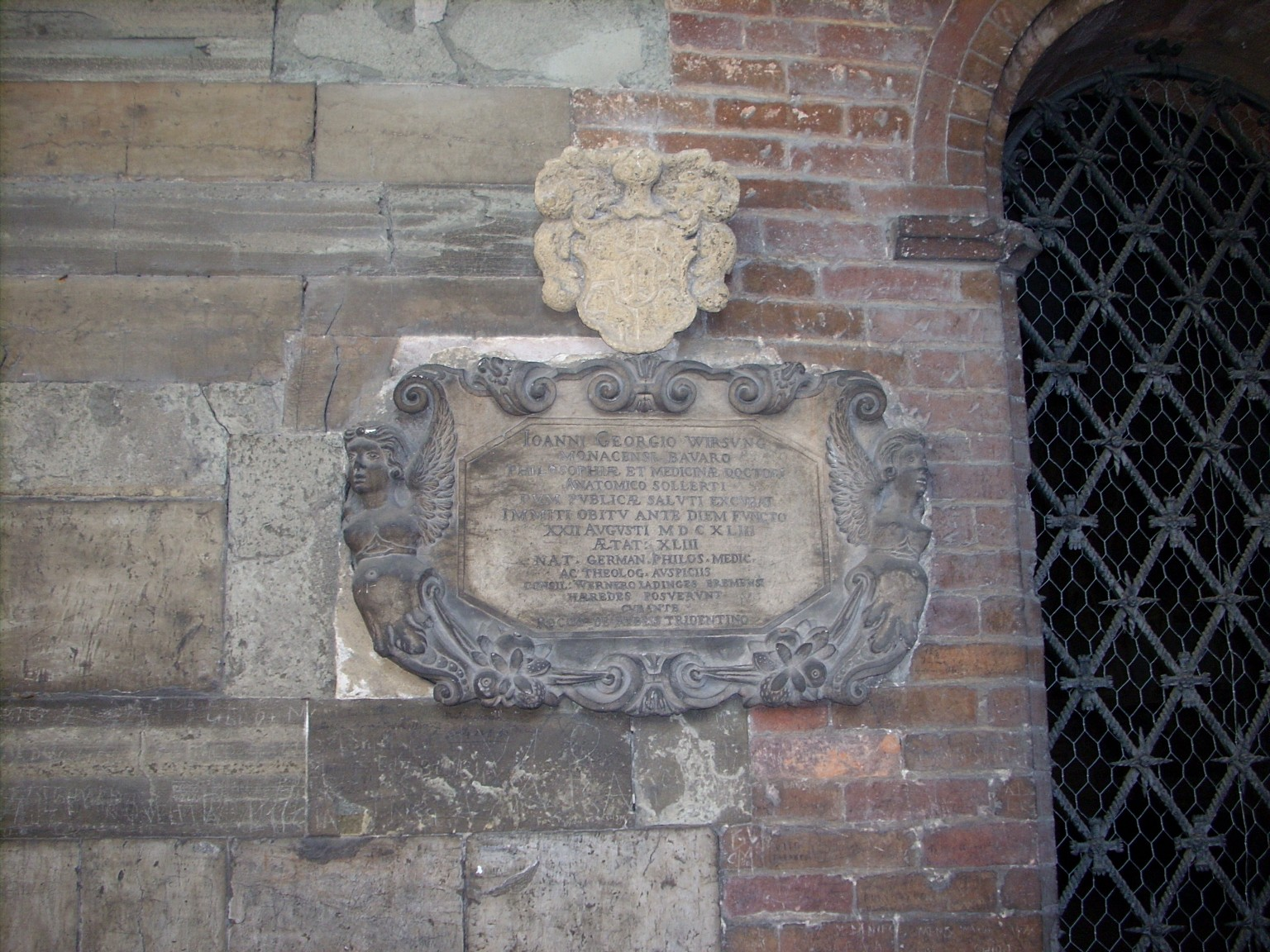
Cenotafio de Johann Georg Wirsung en la Basílica de Sant Antoni de Padua

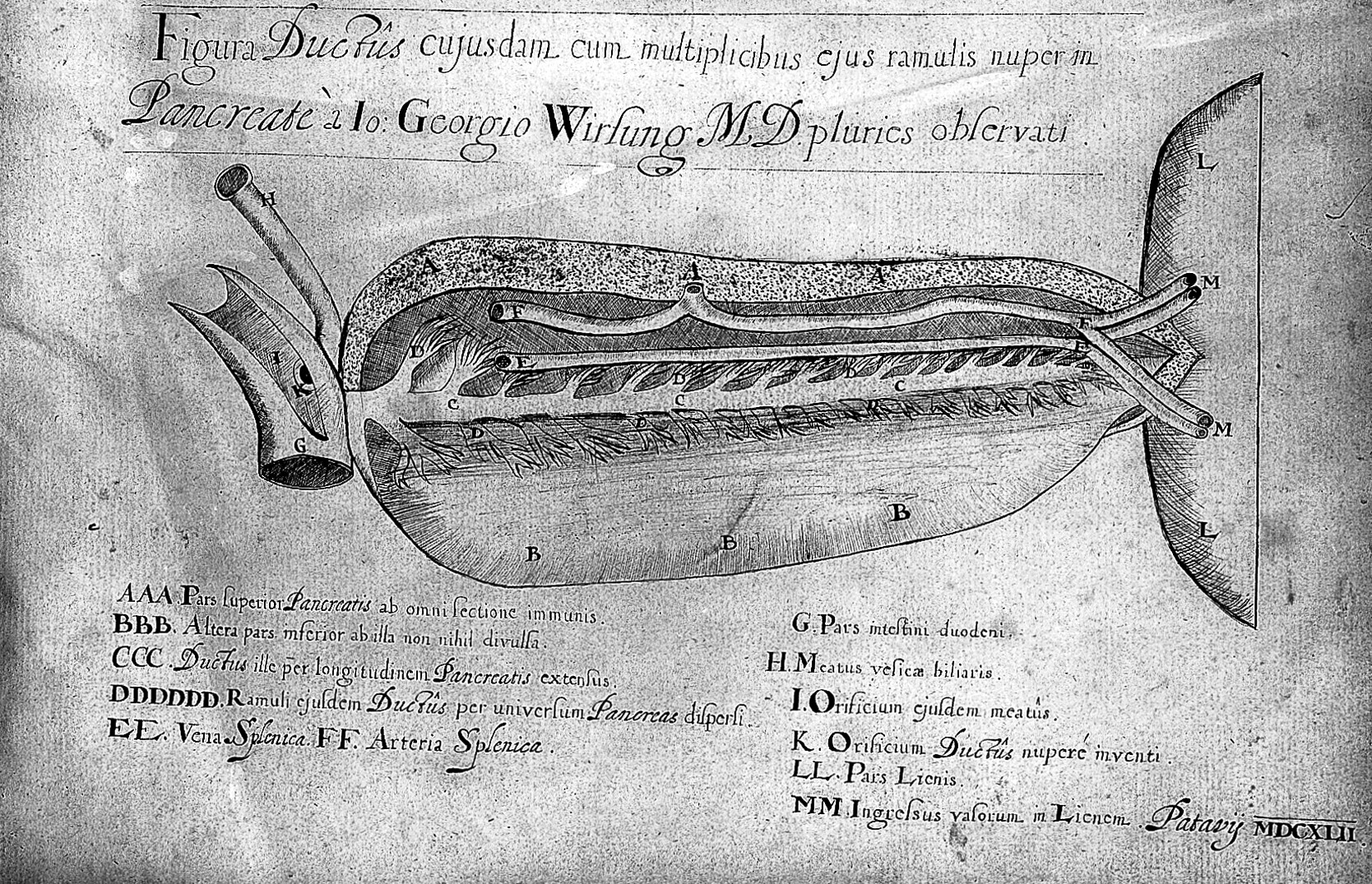
Dibujo del páncreas por J. G. Wirsung

Johann Georg Wirsung (Augsburgo, 3 de julio de 1589-Padua, 22 de agosto de 1643) fue un anatomista alemán que durante mucho tiempo fue prosector de Padua.
Se lo recuerda por el descubrimiento del conducto pancreático ("conducto de Wirsung") durante la disección de un hombre que había sido colgado recientemente por asesinato. En lugar de publicar los resultados de su descubrimiento, grabó un esbozo del conducto en una placa de cocer, de la cual hizo varias impresiones, y posteriormente las envió a los principales anatomistas de toda Europa.
Wirsung fue asesinado en 1643 por Giacomo Cambier, según se dice por el resultado de una discusión sobre quién fue el descubridor del conducto pancreático. Cinco años después de la muerte de Wirsung, un exalumno suyo, Moritz Hoffman (1622-1698) afirmó que fue él, y no Wirsung, el descubridor real del conducto.